# Erich Leistner
Erich Leistner (né le 14 mars 1896 à Zwickau, mort le 13 juillet 1978) est un ingénieur du son allemand.

## Biographie
Leistner étudie les sciences naturelles après la Première Guerre mondiale et obtient un doctorat dans ce domaine, avant d'être embauché un peu plus tard comme ingénieur du son à l'apparition du cinéma sonore. Au service de l'UFA, mais aussi de petites sociétés comme Felsom ou Klagemann-Film, il supervise d'innombrables films de divertissement (policiers, romances, comédies) en Allemagne dès le début du cinéma sonore, dont le premier long métrage en couleur, La Belle Diplomate, tourné en 1939. En 1941, Leistner est vraisemblablement enrôlé, il ne reprend son activité qu'en 1948, lorsque le cinéma revient à Göttingen. Basée à Munich-Solln, Leistner supervise des productions réalisées principalement dans les studios de Bavière lors de la fondation de la République fédérale d'Allemagne, mais se retire fortement à partir de 1952. Il devient conférencier itinérant sur l'ingénierie du son devant un public spécialisé intéressé.

## Filmographie
- 1930 : Valse d'amour (de)
- 1930 : Alraune (de)
- 1930 : Der Tiger (de)
- 1930 : The Love Waltz
- 1930 : Der Schuß im Tonfilmatelier (de)
- 1930 : Der Kampf mit dem Drachen oder: Die Tragödie des Untermieters (court métrage)
- 1930 : Adieux
- 1931 : Nie wieder Liebe
- 1931 : Der kleine Seitensprung (de)
- 1931 : Calais-Douvres
- 1932 : Wäsche – Waschen – Wohlergehen (de)
- 1932 : Zwei Herzen und ein Schlag (de)
- 1932 : Mädchen zum Heiraten (de)
- 1932 : Un homme sans nom
- 1932 : Schön war's doch
- 1932 : Der schwarze Husar (de)
- 1932 : Le Petit Écart
- 1933 : Heut' kommt's drauf an (de)
- 1933 : Poupée blonde
- 1933 : Le Jeune Hitlérien Quex
- 1933 : Heideschulmeister Uwe Karsten
- 1934 : L'Or
- 1934 : Die Sporck'schen Jäger
- 1934 : Fürst Woronzeff
- 1934 : Liebe, Tod und Teufel
- 1935 : Le Diable en bouteille
- 1935 : Mach’ mich glücklich
- 1935 : Les Époux célibataires
- 1935 : Ich liebe alle Frauen
- 1936 : Sa Majesté se marie
- 1936 : Boccaccio (de)
- 1936 : Glückskinder
- 1936 : Les Gais Lurons
- 1936 : Du même titre
- 1936 : Hans im Glück
- 1937 : Von Zeppelin 1 bis LZ 130 - Die Biographie eines deutschen Genies (court métrage documentaire)
- 1937 : Des cœurs forts
- 1937 : Zwischen den Eltern
- 1938 : Andalusische Nächte
- 1938 : Nordlicht
- 1938 : Marajo, la lutte sans merci (de)
- 1939 : Der grüne Kaiser (de)
- 1939 : Le Récif de corail
- 1939 : Umwege zum Glück
- 1939 : Maria Ilona
- 1940 : Bal paré (de)
- 1940 : L'Appel du devoir
- 1941 : En selle pour l'Allemagne
- 1941 : Kleine Mädchen - große Sorgen
- 1941 : Die Kellnerin Anna
- 1941 : Alles für Gloria
- 1941 : La Belle Diplomate
- 1948 : Alte Stadt im Lebensstrom (court métrage documentaire)
- 1948 : Liebe 47
- 1949 : Nichts als Zufälle (de)
- 1949 : Weiße Welt (court métrage)
- 1949 : Nachtwache (de)
- 1949 : Um eine Nasenlänge
- 1949 : Docteur Praetorius
- 1950 : Export in Blond (de)
- 1950 : Meine Nichte Susanne (de)
- 1950 : Aufruhr im Paradies (de)
- 1950 : Petite Maman
- 1950 : Der Fall 7 A 9 (de)
- 1951 : Das ewige Spiel
- 1952 : Der große Zapfenstreich (de)
- 1952 : Keine Angst um unsere Jugend (court métrage)
- 1962 : Verrückt und zugenäht (de)